# بوبان نيكولوف
بوبان نيكولوف (بالمقدونية: Бобан Николов)‏ هو مدرب كرة قدم ولاعب كرة قدم شمال مقدوني في مركز الوسط، ولد في 28 يوليو 1994 في شتيب في مقدونيا الشمالية. شارك مع منتخب مقدونيا الشمالية تحت 21 سنة لكرة القدم. أما مع النوادي، فقد لعب مع نادي فاردار ونادي فيتورول كونستانتا.

## وصلات خارجية
- بوبان نيكولوف على موقع الاتحاد الدولي (مؤرشف)  (الإنجليزية)
- بوبان نيكولوف على موقع الاتحاد الأوربي (الإنجليزية)
- بوبان نيكولوف على موقع قاعدة بيانات كرة القدم.إي يو (الإنجليزية)
- بوبان نيكولوف على موقع ناشيونال فوتبول تيمز (الإنجليزية)
- بوبان نيكولوف على موقع Soccerbase.com (لاعب) (الإنجليزية)
- بوبان نيكولوف على موقع Soccerway.com (الإنجليزية)
- بوبان نيكولوف على موقع عالم كرة القدم.نت (الإنجليزية)
- بوبان نيكولوف على موقع AS.com (الإسبانية)